# Tarso (párpado)
Los tarsos son dos placas alargadas relativamente gruesas de tejido conectivo denso, que miden unos 2.5 cm de largo; hay una en cada párpado, y ayudan a definir la forma del párpado y le brinda apoyo. Las mismas definen los márgenes del párpado. El tarso posee una parte inferior y otra superior que forman el párpado.

## Superior
El tarso superior (tarsus superior; placa tarsal superior), el mayor, posee una forma de medialuna, de unos 10 mm de ancho en su centro, y se angosta gradualmente hacia sus extremidades. Es vecino del músculo tarsal superior.
En la cara anterior de esta placa se encuentra adosada el aponeurosis del músculo elevador del párpado superior.

## Inferior
El tarso inferior (tarsus inferior; placa tarsal inferior) es más pequeño, es delgado, con una forma elíptica, y su diámetro vertical es de unos 5 mm. Los márgenes libres de estas placas son gruesos y rectos.

## Relaciones
Los márgenes orbitales están conectados a la circunferencia de la órbita por medio del orbital septum.
Los ángulos laterales se encuentran adosados al hueso cigomático por medio del lateral palpebral raphé.
Los ángulos mediales de las dos placas confluyen al saco lagrimal, y se encuentran fijados al proceso frontal del maxilla por medio del ligamento palpebral medial).
El sulcus subtarsalis es una ranura en la cara interna de cada párpado.
A lo largo del margen interno del tarso se encuentran glándulas sebáceas modificadas denominadas glándulas tarsales (o glándulas Meibonianas), alineadas verticalmente dentro del tarso: 30 a 40 glándulas en el párpado superior, y 20 a 30 en el párpado inferior, las cuales secretan un producto rico en lípidos que ayuda a que las secreciones lagrimales o lágrimas no se evaporen demasiado rápido, y por lo tanto manteniendo al ojo húmedo.

## Imágenes adicionales

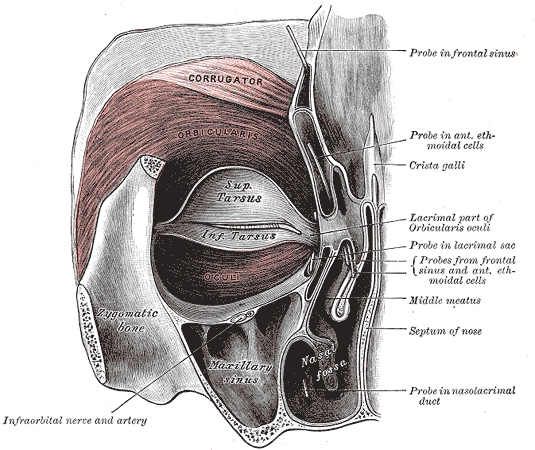
Orbicularis oculi izquierdo, vista posterior
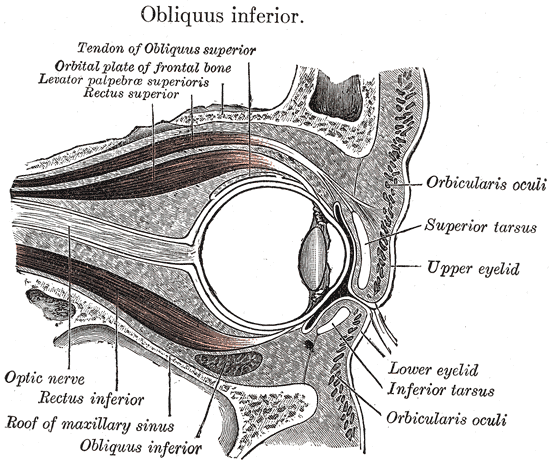
Sección sagital de la cavidad orbital derecha
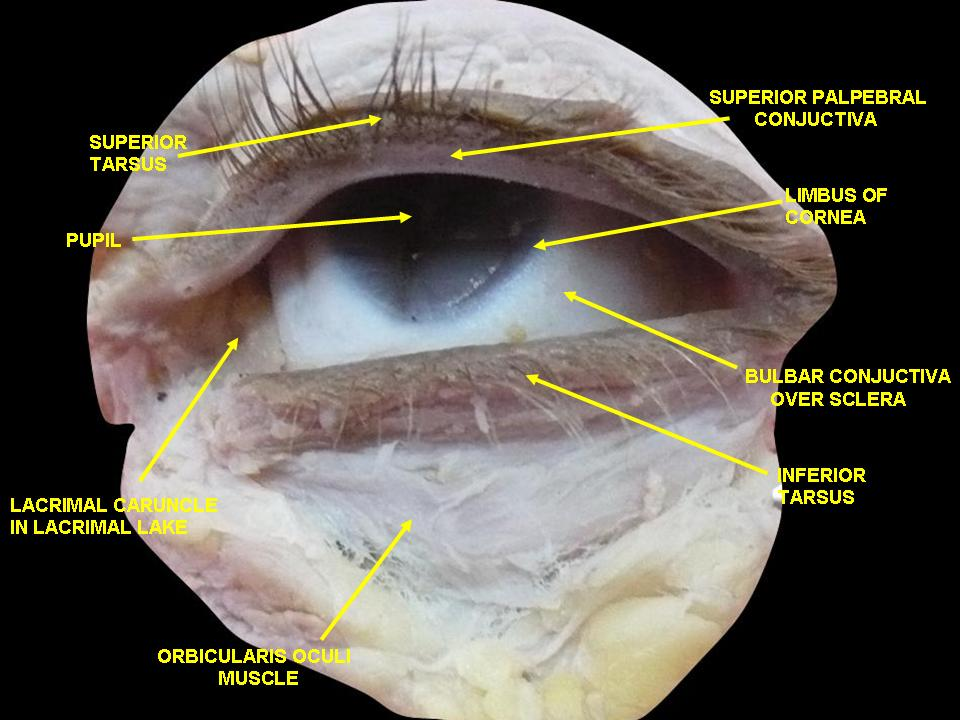
Músculo extrínseco del ojo. Nervios de la órbita. Disección profunda.